# 四国新道
四国新道（しこくしんみち）は、明治時代に政治家大久保諶之丞により整備された四国4県を結ぶ幹線道路である。丸亀・高知・松山を結び、おおよそ現在の国道32号・国道33号の道筋を通った。

## 概要
讃岐山脈のふもと、財田村（現在の香川県三豊市）出身の大久保は早くから地域経済の発展の為、四国山地の貧弱な山道を改修し、四国各県を結ぶ幹線道路の整備の必要があると考えていた。1884年（明治17年）、大久保は四国新道構想を発表。この構想を骨子として、愛媛県・高知県・徳島県の四国三県の合意によって、1894年（明治27年）に完成した。

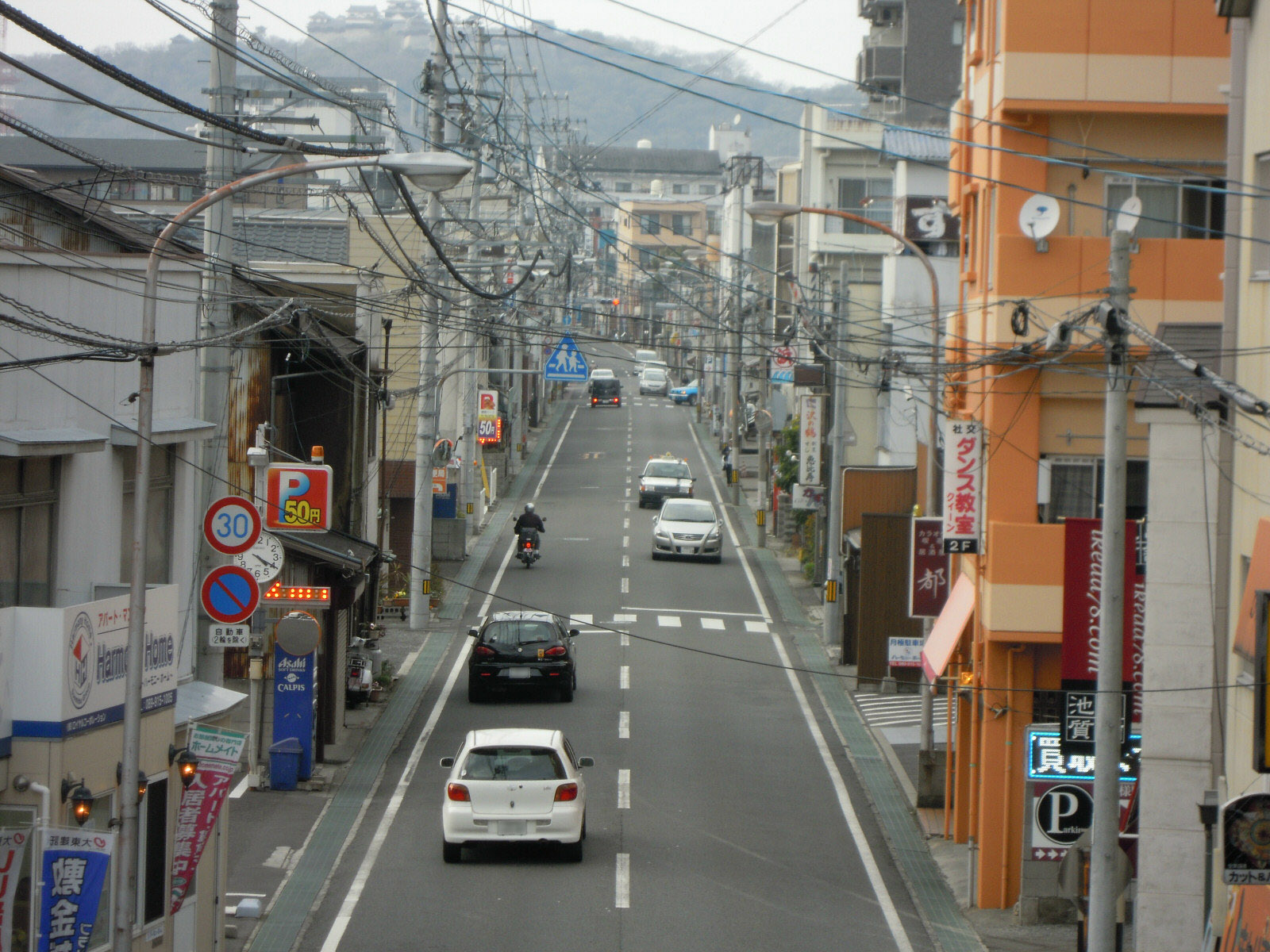
松山市立花2丁目の旧国道33号
（かつての四国新道区間）

当初は丸亀、多度津から琴平、阿波池田を経て高知へ至る計画であったが、後で高知から佐川、須崎へ至る路線、更にそこから松山に至る計画も追加され総延長は約280キロメートル (km) に及び、また将来の交通量増に備え、最小で3.5間（6.4メートル）、最大で7間（12.7メートル）という当時としては非常に広い幅員を備え、さらに金蔵寺琴平間約7 kmは一直線という壮大なものとなった。
1886年（明治19年）に起工。この工事には四国各県の知事も賛同し、内務省より工事費用の3分の1が国費、その他は県費や寄付金で調達した。四国新道で最初に計画された讃岐新道の建設を進めるにあたり、当時は建設機械も少なく、人力に頼るところの大きかったことから難工事で資金不足となったが、大久保の私財6500円を補って継続された。大久保は全線完成を見ずに1891年（明治24年）に死去したが、徳島県の交通難所である大歩危・小歩危に初めて道路が通されて、起工から8年後の1894年（明治27年）に四国新道は完成した。
完成した四国新道は、のちに県道や国道に指定されている。
- 総事業費：741,564円
- 香川県内延長：38,382 m
- 徳島県内延長：31,432 m
- 高知県内延長：148,181 m
- 愛媛県内延長：62,364 m

## 年表
- 1884年（明治17年）：大久保諶之丞が四国新道の構想発表
- 1886年（明治19年）：琴平、池田、高知の3か所で起工式が行われる
- 1890年（明治23年）：香川県内と徳島県内が完成
- 1891年（明治24年）：大久保が死去
- 1894年（明治27年）：四国新道の全線が完成